# 超異象之謎
《超異象之謎》（日語：ウルトラQ），是由圓谷製作所製作的特攝電視劇，「空想特摄系列」的第一部作品。該部作品於1966年1月2日至7月3日，及1967年12月14日於TBS電視台播映，全28話，為黑白攝製作品。

## 概要
本作品是從美国两部电视影集《奇幻人間》和《陰陽魔界》得到灵感，所创作的科学幻想电视影集，描述著主角万城目淳（飞行员）、户川一平（助手）與江户川由利子（新闻摄影师）三人，每次所遭遇到的不可思議事件，而多半均與怪獸有關。当时播出的廣告赞助商為武田药品。後來的節目《超人力霸王》則繼承本作的繼譜，以作為超人力霸王系列延續，此後一直延續到《超人力霸王80》以及《超人力霸王梅比斯》。構築成一個世界觀的故事。

### 製作
從1962年春天開始，由圓谷特技製作（當時稱為圓谷特技研究所）的特攝電視劇開始進行初次企劃，該企劃將描繪協助地球人的安德洛梅達星人，以不定形宇宙生物為主角的連續科幻電視劇《WoO》的展開，該劇原訂由富士電視台與其合作進行。此外，自1963年開始，圓谷與TBS合作的科幻選集系列《UNBALANCE》的暫定企劃也開始啟動，該計畫預定將由與《哥吉拉》等東寶特攝電影的特效大師圆谷英二負責監製。
1964年，圓谷製作社長圓谷英二在製作這些作品時，擅自下單購買當時全球僅有兩台的美國奧克斯伯利公司的高性能光學合成機光學合成機1200。然而，在與富士電視台簽約的當天發生了問題，最終未達成協議，《WoO》的企劃本身也因此取消了，使得電視劇的製作被中止了。雖然圓谷製作通過代理商向奧克斯伯利公司取消訂單，但該機器早已經在前往日本的途中，且當時價格為4千萬日元的機器，圓谷製作無法負擔龐大的費用。幸運的是，當時在TBS電影部工作的圓谷一透過他的人際關係，說服TBS的編成局長大森直道決定採購這台機器，並代替圓谷進行購買。在1964年8月，為了折舊，需要利用這個昂貴的機器，於是簽署了尚未完全擬定的《UNBALANCE》一季的合同。 TBS方面的計劃是利用「世界的圓谷」的知名度進行海外銷售。當時的合同是13集一季，TBS支付了圓谷製作預估製作費7000萬日元。當時30分鐘的電視電影的製作費平均每部為150萬日元，而《UNBALANCE》企劃在一開始就已經確定了每部500萬日元的製作費，成為當時日本製作成本最高的電視劇。。
當時，電視電影由於與電影界具有區別，通常使用16毫米膠片製作。由於電視台無法引入35毫米電影放映機，因此採用了由圓谷英二主張的方法，即使用與劇場電影相同的35毫米膠片來拍攝電視電影的主要內容、特效及製作，避免光學合成的畫質劣化，並在所有工序完成後將成品複製成通常的16毫米膠片進行放映。在這種破格的拍攝環境下，從TBS電影部派遣來的導演中川晴之助在《卡內貢的繭》中不小心以16毫米拍攝的方式持續拍攝攝像機，因此被其他導演稱為「膠片饕餮的吞噬者（フィルム喰いのハルゴン）」。從下一部作品《超人力霸王》開始，合成鏡頭採用35毫米膠片，其他內容則採用16毫米膠片拍攝。
35毫米膠片的底片和正片目前仍然存在，可以通過從母帶膠片的掃描來進行數位修復和商品化等操作。
之後，TBS電視台重新審查了提交的情節概要，再次邀請日本科幻作家俱樂部，並將原計劃在《WoO》中的製作和拍攝人員直接轉移到了製作組中。在《UNBALANCE》中，聚集了東寶的工作人員和演員，儘管播出時間還未確定，但從1964年9月27日開始，以「猛獁象花」登場的皇居護城河作為外景拍攝地點，開始了主要內容的拍攝。作為日本第一部科幻怪異短篇小說集，《UNBALANCE》的五個短片在12月初基本完成。其中的《開門！》和《來自宇宙的禮物》仍處於底片狀態。
當初，TBS的製作人是澀澤均，但由於該者忙碌而無法集中精力製作《UNBALANCE》，因此公司內各個部門向圓谷提出訂單。在考慮上述五個短片，並希望更明確地確定目標觀眾群的情況下，TBS的製片人澀澤被替換為栫井巍，他的意圖是要在同時進行製作的「巨型花」、「惡魔孩子」和「變身」三個連續劇中，能夠看到剪輯之後具體性的情節，並在獲得更高收視率的同時，迫使將怪獸放到前台的路線更改，以體現圓谷特技的名字。

### 播放前
1965年10月底到11月初，由於《UNBALANCE》的標題不適合電視連續劇，在TBS的要求下改名為《超異象之謎》。這個標題是岩崎嘉一考慮到當時東京奧運會的流行語「超」（”而想出的，它包含了讓觀眾感到「這到底是什麼？」的高難度問題，以及使用高級特效技術製作的特攝電視電影的雙重意義。在節目播出之前，還播出了「節目標題募集廣告」的經歷，此外，節目的更名，也與也與另一部根據藤子·F·不二雄漫畫改編的動畫劇集《小鬼Q太郎》相關。
栫井在TBS內進行調查和取材後，認為節目在1964年底的「星期天晚上7點的播出時段最適合」。當時節目已計畫在1965年4月開始播出，並在講談社月刊雜誌《ぼくら》1965年3月號中（刊載了「猛獁花」的圖畫故事）宣布了「新節目4月開始由TBS電視台播出」的消息。然而，由於在1965年1月左右增加了2話，並於2月決定了第2季的追加製作，因此暫時有一段準備期，使得節目的播放開始延遲到了該年底。從第14話開始，成田亨、高山良策、野長瀬三摩地、的場徹、饭岛敏宏等支撐後來的《超人力霸王》系列的創作者們也加入了製作團隊。
同年4月季的「武田時間」節目中，則是由林真一郎主演的《新隱密劍士》以填補空檔的形式開始播出。講談社的月刊雜誌《ぼくら》1965年10月號（封面為佩吉拉的圖畫故事刊載）中宣布了「從10月初開始播出」的消息。據說在局內也有人主張從7月開始播出。
栫井十分認識到即使為了收回巨額製作費，強迫贊助商支付高額贊助費是不可行的。武田藥品工業的節目贊助費落定在大約180萬日元（製作費的三分之一）。其餘的費用由TBS承擔，再次確認將推動出口海外英文版的銷售和商品化，以幫助收回製作費[出處11]。一直秉持著「花費足夠時間製作所有系列節目，然後全力投入廣播，這是出於種種原因最佳策略」的姿態，製作現場沒有表現出對廣播推遲的焦慮。
《超異象之謎》正式決定廣播開始時間是在1965年9月底。最早報導廣播決定的是1965年9月30日的「內外タイムス」報。武田藥品的營銷部長看過試映後評價這部作品，決定取消當時不受歡迎的《新隱密劍士》，在接下來的武田時間播出中作為後續節目播出。 TBS隨後成立了「超級聯絡委員會」（簡稱為聯委會），TBS及其系列台、圓谷特技Pro、武田藥品、廣告代理店的宣泓社聯合展開了自10月份以來大規模的宣傳活動。此外，同年10月22日，作為贊助商相關的應對措施，《五郎與哥羅》進行了重拍。
在大阪舉行的廣播相關人員的試映會後，1965年12月25日放送了介紹節目《超異象之謎：怪獸的世界》，隨後在26日，《來自宇宙的禮物》和《五郎與哥羅》的普通試映會在TBS廳舉行。在年底，節目製作也結束了，並且直到1月中旬，混音工作都在繼續進行。此外，片中的某些怪獸的服裝也是用當年東寶電影公司的怪獸戲服改造而成，比如第1話《打倒哥美斯！》中登場的哥美斯戲服，就是由哥吉拉的戲服改造而成。此外在第13及第16話登場的加拉蒙戲服，也曾在《超人力霸王》中被直接當作皮古蒙的戲服使用。

### 播映
1966年1月2日晚上7點，《超異象之謎》開始播出。關於部分集數尚未完成，在首次播出時，還需要進行混音工作，直到1966年1月中旬才完成。當時計劃播出全部28集。
本作因為可以在電視上，幾乎每週都能觀賞到之前只能在電影中看到的怪獸而大受歡迎，成為第一次怪兽热潮的先驅大多數的播出集都能獲得30%以上的收視率，成為一個廣受歡迎的熱門節目。多家公司發行的唱片在首批3萬張短期內售罄，最終成為一個記錄了百萬銷量的熱門商品。相關商品也銷售良好，各公司將本作品商品化的優惠也延續至下一部作品《超人力霸王》的合約中，怪獸的軟式乙烯樹脂人也成為代表性的暢銷商品。這些相關商品的銷售收入補足了制作成本。
起初節目僅針對兒童和家庭層面，但由於其受歡迎程度，將對象擴大到小學高年級至中學生。此外，《小學五年生》上連載了漫畫，中學生雜誌（如「中學一年課程66年1月號」等）也進行了特別報導，人氣逐漸擴大。
TBS邀請圓谷進行下一個節目企劃，並在本作品的基礎上添加了專門對抗怪獸和巨大英雄的新基軸，最終形成了比本作品更受歡迎的節目《超人力霸王》，成為了一個長期的系列。在超人力霸王系列中，本作品被解釋為「超人力霸王來到地球之前，人類用自己的力量對抗怪獸的時代」，並在電影《超人力霸王ZOFFY 超人戰士VS大怪獸軍團》和《超人力霸王梅比斯》中得到了證實。前述的岡崎潔因為機密保密的原因，在《超人力霸王》的企劃階段中無法參與。
該節目的最初概念《UNBALANCE》，最終在1973年由圓谷重新製作名為《恐怖剧场不平衡》的13集恐怖選集系列。

## 登場角色

### 主角群
萬城目淳（まんじょうめ じゅん）
飾演者：佐原健二
本作主角，他是星川航空的飛行員，並自稱為科幻小說家，一直追逐著宇宙旅行的夢想。是一個充滿行動力的熱血男子，在劇中，他擁有著擅長操控賽斯納小型飛機和直升機駕駛能力，還開著跑車，與一平、由利子進行各種奇怪事件的調查。他也具有優秀的手槍射擊技術，儘管他是個平民，但有許多神秘的一面。他是單身。
在劇中，他被一平稱為「前輩」，被由利子稱為「淳醬」，被一之谷博士和關主任稱為「萬城目君」。
在《俱樂部》中，他在退休後成為了科幻小說家兼旅行社顧問。他也有離婚經歷。根據小說《梅比斯：安德烈斯地平線》，之後他成為了一名科幻小說家，並藉由過去在飛行員時代遇到的經歷為基礎，推出自傳性質小說作品，題為《超異象之謎》。
戶川一平（とがわ いっぺい）
飾演者：西條康彦
星川航空的見習飛行員，有時會負責與賽斯納飛機的通信，作為萬城目的助手，他時常與萬城目一起調查各種怪事件。雖然他的賽斯納飛行技能還有待提高，但他可以相當熟練地駕駛直升機，雖然會有一些晃動。他具有著相當有趣、有點呆萌的性格，但也有時候會表現出敏銳的直覺，同時也是一個熱愛閱讀的書蟲。
在劇中，他被萬城目稱為「一平」，而由利子和一之谷博士則稱呼他為「一平君」。在《俱樂部》中，他離開了星川航空，並與妻子一起在神樂坂開設了餐廳酒吧「Bem」。
 江户川由利子（えどがわ ゆりこ）
飾演者：櫻井浩子
本作女主角，每日新聞報的攝影記者。也是一名採訪記者。具有著強勢氣概、爽朗，好奇心旺盛的性格，並協助淳、一平一起調查奇怪事件。在劇中，她通常被眾人稱為「由利醬」，但關主任有時會稱呼她為「江戶川君」。她使用的相機是尼康單眼相機。在《俱樂部》中，她離開了報社成為自由攝影師，並且有離婚的經歷。
演員櫻井浩子後來參與了《超人力霸王》的演出，並飾演劇中的主要角色富士明子。
 一之谷博士（いちのたに）
飾演者：江川宇礼雄
一之谷研究所的所長。作為擁有世界級權威的學者，他被三人尊稱為「老師」，並擔任他們的良師益友，引導他們解決怪異事件。在《超人力霸王》中登場的科學特捜隊，設定是由一之谷博士等人創建了日本分部，他最初也是該隊的成員。但在PC遊戲《超人戰隊出動吧！》的第一集「科特隊日本分部的誕生」中，當他們在六角村進行核輻射怪獸高多奇迎擊行動時，一之谷不幸遇難。
據說在《UNBALANCE》的早期企劃中，曾有一種方案是讓他擔任該節目的主持人「不平衡地帶的男人」。
 關主任（せき デスク）
飾演者：田島義文
每日新聞報社會部的部長，由利子的上司，總是派出由利子調查神秘案件以作為報紙的頭條。

### 其他登場角色
本多
飾演者：岡部正
一之谷研究所的研究員，同時也是一之谷博士的助手，是一位一個不畏苦勞的優秀男子。
相馬
飾演者：加藤春哉
每日新聞新社的記者。總是被關主任要求調查神秘案件，但總因以身體虛弱為由而拒絕。
杉本
飾演者：宇野晃司
每日新聞新社的攝影師，相馬的助手，總是與相馬一起行動。
在第25話中，他與塞斯納飛機的飛行員因遇難事故而喪生。

## 用語
希特洛內拉酸（シトロネラアシッド）
沉睡在東海彈丸道路第三工地的地下，由生活在古代的鳥類和爬蟲類間的生物「利特拉」從口中凝聚能量後吐出的綠色強酸性光線。雖然成功地打敗了戈麥斯，但:但若是使用這招之後，利特拉就會死去。
- 該名稱由劇本作家千束北男（飯島敏宏）命名。 其中「アシッド」是指「酸」的意思，有些書籍中也被稱為「シトロネラ酸」。該名稱源自柑橘類植物亚香茅或由其提取的香茅油，具有柑橘味。

二氧化碳固定劑（炭酸ガス固定剤）
源田博士所開發的一種化學品。該物質能夠強力地固定二氧化碳，阻礙植物的碳同化作用，並用於猛獁象花的窒息作戦，以此來阻止猛獁象花的生長。萬城目使用小型飛機在空中撒佈此化學品，並與地下自衛隊使用火炎噴射器攻擊怪獣的根部相配合，最終成功將其消滅。
- 這個策略是由梶田興治（日语：梶田興治）導演提出的。在策劃階段，實質是計劃使用氨水讓猛獁象花死亡。

貝吉命H（ペギミンH）
南極一种苔藓索中蕴含的物質，也是棲息在南極的怪獸貝吉拉的最大弱點。因此該物質被用於消滅貝吉拉。由於苔蘚富含豐富的養分，可以提供足夠的滋養來支撐維持遇難的犬隻的生存，但對於與佩吉拉生活在相同環境下的海豹來說，貝吉命H卻具有毒性。
在劇中，這種物質被使用了兩次。當貝吉拉出現在南極時，人類發射了一枚搭載了這種物質的氣象觀測火箭以擊退它；當佩吉拉飛抵東京時，一架攜帶了混合了炸藥物質的小型飛機駕駛員，向佩吉拉衝撞，也成功地擊退了它。然而，無論哪種方法，效果都沒有達到消滅佩吉拉，只能將其驅逐。
蜜糖櫻花蜜（ハニーゼリオン）
木村重夫在伊佐山農業試驗場開發的高效營養劑。擁有比蜂王漿高數百倍的功效，但同事伊丹一郎知道這種營養劑會因副作用導致生物巨大化，因而嫉妒木村的成就，故意將這種營養劑添加到地蜂巢中，以培育出莫格拉
在製作時，這種營養劑被稱為「拉澤瑞B1（ラゼリーB1）」，但由於考慮到贊助商武田藥品的要求，為減緩藥品味，改名為「蜜糖櫻花蜜」。在編劇準備稿中，它被稱為「木村超級果凍（キムラ・スーパー・ゼリー）」。
新中子導彈（ネオニュートロン液）
中子領域的權威·系魚川博士多年來研究出了專門對付巴格斯的武器，能將巴格斯的全身組織瞬間風化破壞。因此被裝在飛彈彈頭上用於攻擊巴格斯。該藥物被稱為「中子飛彈」，其中「中子」一詞來自表示中子的英文「neutron」。
K小型二極管（Kミニオード）
一種由神田博士發明和製造的電子器件，主要用於發射X頻道光波。最初神田博士在工廠試制的K小型二極管在他失踪後被發現，為了用於攻擊化石怪人，該二極管它被安裝在東京鐵塔上，憑藉發射的光波擊敗了化石怪人。「二極管」一詞來自於電子工程中表示電極的後綴詞「-ode」。
青葉藥（青葉くるみ）
一種據稱曾被用於第二次世界大戰，給衰弱的日本軍士兵服用以增強體力的藥物。大量食用此藥可能會出現副作用，使甲状腺素水平異常並促進身體的急劇生長。潛入野猿研究所的猴子哥羅曾經吃下300顆此藥，甲狀腺荷爾蒙平衡被破壞，因此成長為50米高的巨猿。
此藥在製作時被稱為「赫利普隆结晶G（ヘリプロン結晶G）」，但與「拉澤瑞B1」一樣，為考慮贊助商武田藥品的需求減少藥品的形象，因此改成青葉青葉藥，並重新拍攝了部分相關場景。在中城健的漫畫版中，該藥被記為「赫利普隆晶體G」。
合金礦石（チルソナイト）
落在三国山脉弓之谷的隕石物質。根據一之谷博士研究團隊的調查結果，這種物質與在利比亚沙漠發現的隕石相同，是由高度熱量導致的一種硅酸铝溶解後形成的玻璃狀結晶物質。它像金屬物質一樣非常輕，但由於超硬度，即使使用研磨機也無法分解。在壩上落下的巨大隕石的物質也是相同的。
在《超人七號》的第2集《綠色恐懼》中，來自瓦伊亚尔星人的金屬塊的物質是「合金礦石808」，因而該石頭也源產於瓦伊亚尔星。另外，在圓谷製作的愚人節玩笑中，合金礦石被說成是一種合金，而合金礦石808則被說成是金屬。此外，在《梅比斯小說》中，夏普雷星人使用的夏普雷胸針被認為是由含有合金礦石的合金製成的。
無線電屏蔽網
在東南大學物理學教室中，一之谷博士的研究團隊開發了一種特殊的網狀鳥籠，它可以遮擋從鈦晶石隕石（加拉達瑪）中發出的迦羅門的引導電波。當覆蓋在迦羅門身上時，引導電波被遮斷，迦羅門的動作變得緩慢，最終會從嘴裡吐出液體並停止動彈。在續集《迦羅門的逆襲》中，這種裝置被改進為折疊式的薄膜狀，以方便攜帶。
S13地區
日本政府針對人口過密採取的「1/8計劃」中的模型城市，街道和人口都被縮小到1/8。但實際上，該城市本身只是由利子的夢境故事，不存在於現實中。
阿蘭卡帝國（アランカ帝国）
一个出现在《哥卡之像》传说中的古代国家。在6000年前，该國家被哥卡在一夜之间摧毁。
熱原子X線
一之谷博士開發的裝置，利用熱原子放射強大的高能光線。該裝置包含數千萬個安培的熱原子。雖然對怪獸而言是致命的，但對於本來就是人類的巨人浩二來說，存在可能致命的風險。一之谷博士成功地分解了巨大的蝴蝶毒素，使浩二恢復了原來的身體。
在最初策劃的《UNBALANCE》劇本中，本來計劃是不恢復原狀而直接導致浩二死亡的結局。
超特急列車「閃電號」（いなづま号）
20世紀最後的彈丸列車。在招待了新聞媒體參加的試運行典禮中，被稱為M1號的人工生命體突然在列車內發生了細胞分裂並迅速成長，控制了駕駛艙並開始失控。這是全球最後的超特急列車，時速高達450公里，由人工智能和名為「JFOME」的裝置自動駕駛，可以在3小時內從新東京站到達北九州站。由於全程的五分之四是穿過山地挖掘的隧道，因此也被稱為「地下超級高速列車」。列車由機車和客車兩節車輛組成。機車配備了用於高速駕駛的前翼和火箭发动机，以及用於運輸特殊物品的特殊合金保險櫃。
客車內設有車掌室和兩人用的私人包間，客車內的車掌室還配備了用於分離機車的桿槓，終點北九州站也準備了可承受最高時速「閃電號」的大型止衝擋。
- 當節目製作時，日本僅有東海道新幹線被稱為超級高速列車，山陽新幹線（從新大阪站到岡山站的第一期工程）仍處於土地徵購和平整階段，可以在不換乘的情況下從東京到福岡縣的超級高速列車僅是一個空想。
- 新東京站的場景後來被用於《超人力霸王》中的科學中心。
- 小說《超人力霸王VOL.1 黃金突擊計劃》中，介紹了曾在木曾-飛驒間地下建造的線性實驗線的測試車輛「ULTRA INAZUMA」，漫畫《大怪獸格鬥：超級冒險》中介紹了閃電號的繼任車輛。

太空火箭（宇宙ロケット）
日本宇宙開發局在半年前發射的火星探测器，原本計畫拍攝火星表面照片，但由於發射器故障而失去聯繫，最終墜毀在火星表面。之後，一個內含蛞蝓怪卵的太空艙被火星的智慧生命體送回地球，作為警告人類宇宙開發計畫的警示。
超音速旅客機
一架無尾翼四發日本產超音速客機，其特點是採用了三角形的三角翼和銳角機身。該機的推力足以把怪獸吹飛。該機已經開始營運，其中包括香港至羽田機場的航線。然而，萬城目和戶川等人搭乘的206航班超音速客機遭遇了由托拉引發的空氣湍流，被吞噬進了異次元空間。
- 在異次元空間的場景是用縮小模型放入洗衣機的漩渦中拍攝的。

日本沈沒
在第20話中，石井博士提出了一個學說，即由於大規模的地殼變動，在不久的將來，日本列島的大部分將被淹沒在海面下。由於該學說太過奇特，沒有人相信它，石井博士也被學界視為異端兒。然而，石井唯了調查和研究而居住的岩根島，在一天之內便沉沒了，這個學說的真實性最後得到了證明，不再被學者視為胡言亂語。
理想的世界
上班族澤村正吉所陷入的異世界。這個世界存在於超越時間和空間的異次元中，SF作家友野健二曾在一年多前乘坐了一個無止境的電梯到達這個世界，並且像這個世界的幾代居民一樣，在沒有經歷任何痛苦的情況下持續生活和工作。這個世界通過電梯和異次元列車等方式與現實世界相連，雖然無法從現實世界打通電話，但可以通過高頻實現通信。友野的家人留在了現實世界，靠他從這個世界發送的稿費維持生計。如果澤村沒有在途中要求下車，他可能在最後也到達這個世界。

## 主要製作人員
- 監修／圓谷英二
- 製作／圓谷英二、拵井巍（TBS）、澀澤均（TBS）

（導演、編劇、特技監督請參照「各集資料」）

### 本篇
- 原案／金城哲夫（＃22）、熊谷健（＃25）
- 攝影／内海正治、長谷川清、田島文雄
- 燈光／小林和夫、後藤忠雄
- 美術／清水喜代志
- 音樂／宫内国郎
- 剪輯／兼子玲子、小畑長蔵、冰見正久
- 效果／澤田一郎、知久長
- 錄音・沖印／光映新社（日语：光映新社）、藤繩正一
- 助理導演／满田穧、吉高勝之、東條昭平（日语：東條昭平）
- 制作担当者／守田康司、廣岡常男、真木照夫

### 特殊技術
- 攝影／高野宏一（日语：高野宏一）
- 燈光／小林哲也、堀江養助
- 美術／成田亨、井上泰幸（日语：井上泰幸）、石井清四郎、渡邊明（日语：渡辺明_(美術監督)）

　※片頭字幕中雖未標記，但道具服製作主要由高山良策（部份由佐佐木明、東寶特殊美術部）擔任。
- 光學攝影／中野稔（日语：中野稔）
- 助理導演／鈴木俊継、大木淳吉（日语：大木淳吉）
- 攝影助手／佐川和夫（日语：佐川和夫）、稻垣涌三、斋藤正則

### 怪獸演員
- 中島春雄（＃1・18）（ゴメス、パゴス）
- 古谷敏（＃19・20）（ケムール人、ラゴン）
- 中村晴吉（日语：中村晴吉）（＃7・10・15・26）（ゴルゴス、M1号、カネゴン、ピーター）
- 清野幸弘（日语：清野幸弘）（＃5・14）（ペギラ） ※片中字幕標記兩集均作「清野弘幸」
- 高橋実（＃13・16）（ガラモン） ※第16集字幕標記為「高橋稔」
- 福留幸夫（日语：福留幸夫）（＃2・6・8・27）（ゴロー、ガメロン、モングラー、トドラ）※第8集字幕標記為「福留幸雄」
- 制作：TBS、圓谷製作

## 播出列表
| 首播时间       | 集数 | 制作顺序 | 各集标题       | 登场怪兽・宇宙人                     | 導演         | 特效指導 | 編劇                              | 收视率       |
| -------------- | ---- | -------- | -------------- | ------------------------------------ | ------------ | -------- | --------------------------------- | ------------ |
| 1966年1月2日   | 01   | 12       | 打倒哥美斯!    | 古代怪兽哥美斯 原始怪鸟利特拉        | 圆谷一       | 小泉一   | 千束北男                          | 32.2%(26.5%) |
| 1月9日         | 02   | 07       | 五郎与哥罗     | 巨猿哥罗                             | 圆谷一       | 有川贞昌 | 金城哲夫                          | 33.4%(30.9%) |
| 1月16日        | 03   | 05       | 来自宇宙的赠礼 | 宇宙怪兽纳美贡                       | 圆谷一       | 川上景司 | 金城哲夫                          | 34.2%(32.0%) |
| 1月23日        | 04   | 01       | 異形巨花       | 巨大植物侏兰                         | 梶田兴治     | 川上景司 | 金城哲夫、梶田兴治                | 35.8%(33.1%) |
| 1月30日        | 05   | 14       | 贝吉拉来了!    | 冷冻怪兽贝吉拉                       | 野长濑三摩地 | 川上景司 | 山田正弘                          | 34.8%(33.6%) |
| 2月6日         | 06   | 11       | 长大吧! 乌龟   | 大乌龟加美隆 怪龙、乙姬              | 中川晴之助   | 小泉一   | 山田正弘                          | 31.2%(32.1%) |
| 2月13日        | 07   | 27       | SOS富士山      | 岩石怪兽哥尔哥斯                     | 饭岛敏宏     | 的场徹   | 金城哲夫、千束北男                | 32.5%(33.2%) |
| 2月20日        | 08   | 10       | 甜蜜的恐怖     | 鼹鼠怪兽蒙古拉                       | 梶田兴治     | 川上景司 | 金城哲夫                          | 38.5%        |
| 2月27日        | 09   | 13       | 蜘蛛男爵       | 大蜘蛛塔兰图拉                       | 圆谷一       | 小泉一   | 金城哲夫                          | 32.4%(36.9%) |
| 3月6日         | 10   | 28       | 地底超特急西行 | 人工生命M1号                         | 饭岛敏宏     | 的场徹   | 山浦弘靖、千束北男                | 32.6%(35.3%) |
| 3月13日        | 11   | 16       | 巴伦加         | 气球怪兽巴伦加                       | 野长濑三摩地 | 川上景司 | 虎见邦男                          | 36.8%(36.4%) |
| 3月20日        | 12   | 06       | 看见鸟了       | 古代怪鸟拉尔蓋尤斯                   | 中川晴之助   | 川上景司 | 山田正弘                          | 32.6%(36.2%) |
| 3月27日        | 13   | 17       | 卡拉蛋         | 陨石怪兽加拉蒙                       | 圆谷一       | 的场徹   | 金城哲夫                          | 35.7%(39.2%) |
| 4月3日         | 14   | 15       | 东京冰河期     | 冷冻怪兽贝吉拉                       | 野长濑三摩地 | 川上景司 | 山田正弘                          | 36.8%(35.1%) |
| 4月10日        | 15   | 20       | 卡内贡的茧     | 硬币怪兽卡内贡                       | 中川晴之助   | 的场徹   | 山田正弘                          | 28.5%(29.5%) |
| 4月17日        | 16   | 26       | 卡拉蒙的逆袭   | 陨石怪兽加拉蒙 宇宙怪人蝉人          | 野长濑三摩地 | 的场徹   | 金城哲夫                          | 31.2%(28.0%) |
| 4月24日        | 17   | 08       | 1/8计划        | 1/8大小人类                          | 圆谷一       | 有川贞昌 | 金城哲夫                          | 31.7%(31.2%) |
| 5月1日         | 18   | 21       | 彩虹之卵       | 地底怪兽巴格斯                       | 饭岛敏宏     | 有川贞昌 | 山田正弘                          | 28.9%(30.8%) |
| 5月8日         | 19   | 22       | 2020年的挑战   | 诱拐怪人凯姆尔人                     | 饭岛敏宏     | 有川贞昌 | 金城哲夫、千束北男                | 28.6%(29.3%) |
| 5月15日        | 20   | 24       | 海底原人拉贡   | 海底原人拉贡                         | 野长濑三摩地 | 的场徹   | 山浦弘靖、大伴昌司、野长濑三摩地  | 34.0%(32.1%) |
| 5月22日        | 21   | 19       | 宇宙指令M774   | 基尔星人 鲁巴斯星人 宇宙鳐鱼博斯坦古 | 满田穧       | 的场徹   | 上原正三                          | 30.9%(30.8%) |
| 5月29日        | 22   | 03       | 变身           | 巨人 巨蝶闪蝶                        | 梶田兴治     | 川上景司 | 北泽杏子（原案：金城哲夫）        | 26.9%(29.3%) |
| 6月5日         | 23   | 23       | 南海之怒       | 大章鱼斯达尔                         | 野长濑三摩地 | 的场徹   | 金城哲夫                          | 30.1%(30.7%) |
| 6月12日        | 24   | 25       | 哥卡之像       | 贝兽哥卡                             | 野长濑三摩地 | 的场徹   | 上原正三                          | 27.0%(28.9%) |
| 6月19日        | 25   | 02       | 小恶魔         | 小恶魔莉莉                           | 梶田兴治     | 川上景司 | 北泽杏子（原案：熊谷健）          | 31.5%(31.1%) |
| 6月26日        | 26   | 18       | 燃燒吧荣耀     | 深海生物彼得                         | 满田一保     | 的场徹   | 千束北男                          | 30.8%(29.0%) |
| 7月3日         | 27   | 09       | 206班機消失    | 四次元怪兽特多拉                     | 梶田兴治     | 川上景司 | 山浦弘靖、金城哲夫（原案:熊谷健） | 35.2%(36.4%) |
| 1967年12月14日 | 28   | 04       | 开门！         | 异次元列车                           | 圆谷一       | 川上景司 | 小山内美江子                      | 19.9%        |

- 本作的第27集因為當時曾發生空難事件的影響，而被壓至最後才播出。第28集雖然已經拍攝完畢，卻因為以劇情「難解」為由，而被拉下未能播出，後來則是在本片第一次重播時的1967年12月14日，以第24集方式播出，還被稱作「新24集」。另外首播時變成空檔的7月10日，則是播出在首播前一天於杉並公会堂錄製的「超人力霸王前夜祭 超人力霸王誕生」特別節目。
- 依製作順序，第4集「異形巨花」為最早拍攝的，但卻以此集無怪獸登場缺乏吸引力為由，而改以「打倒哥梅斯」為第1集播出。

## 商品化
由於圓谷英二的規劃方向，製作花費了相當多的預算，因此TBS的管理部門岡崎潔提出開發角色商品以籌集資金。當時，TBS的《小鬼Q太郎》的商品很暢銷，因此認為如果「妖怪」賣得好，那麼「怪獸」也是有商機的。然而，在播放前的合同只限於在集英社的《少年Book》上連載。雖然不得已將角色使用費率從商品價格的5%降低到3%，但在播出後，接受的公司仍然很少。儘管使用率很高且費率很低，各行各業的反應，是商品不能附有令人作嘔的怪獸。
之後，東亞筆記、昭和筆記、萬發商店、增田屋齋藤貿易等申請商品化，因此批准了商品化。但岡崎表示「常客幾乎都轉身離開」，認為當時的潮流拒絕了怪獸。

### 後期的商品擴展
作為長期內容的第一部作品，該系列在播出結束後以各種形式進行商品化。1985年，小學館出版了收錄了所有集數、所有鏡頭的電影書《超異象之謎》（全7卷，絕版）。在同一年發行的激光唱片版本是為了海外出口而製作的，因此本體和字幕（所謂滾動字幕）是分開製作的。本體的35毫米膠片沒有字幕，而當時的字幕膠片已經不見了（在2001年的DVD版本發行時，發現了大量的字幕膠片）。因此，以高畫質為重點，主要從本體拍攝的35毫米膠片中複製了不帶字幕的版本，並且在帶有16毫米膠片字幕的播出，使用膠片映像在卷末收錄出售。隨後，由於找到了所有的16毫米膠片，1993年發行了以此為主的LD盒裝版，但基本上可以看出是通過將放送用的16毫米膠片字幕與35毫米膠片拼接而成的。
自平成時代以來，《超異象之謎》曾由藤原神居漫畫化，並由角川書店出版。
2001年，作為「數位超級系列」第3彈，《超異象之謎》進行了DVD軟件化。利用最先進的電影複製機修復了35毫米原始底片，並錄製了重新製作的數位修復版，還原了最初的清晰畫面。在音頻方面，使用光學錄音的母帶將其導入硬盤，並進行了降噪處理將其偽立體化，並使用在配音時使用的16毫米影帶進行了新的混音。此外，由於找到了大量的35毫米標題底片，因此與以前相比，字幕變得更加清晰。

### 彩色化
將《超異象之謎》彩色化曾經展開數次審議，1990年代前半還曾進行了大約數分鐘的試作，但由於製作費用過高而中止。2009年4月1日，彩色版的《卡拉蛋》在Niconico動畫網站上限時公開，同年9月，於角川書店的雜誌《特攝Newtype》10月號宣布對本作進行全部彩色化。到了本片首播45週年的2011年，本片以「全彩色化的總天然色：超異象之謎」為名推出高畫質修復版以及彩色版，並發售DVD和BD。
彩色化的實現得益於數位影像技術的發展，高品質的原版製作由好萊塢工作室Point360負責，將高清黑白版數位上色的工作，由美國的影像製作公司Legend Films負責，後者曾負責著手彩色化許多黑白電影。已經著色的內容中，有些物品（如上野站的指示牌）與實物不同，有些物品則因為製作上的需要或當時的攝影技術問題而改變了顏色。在第9集《蜘蛛男爵》中，由於拍攝當時的合成處理，屋子燒毀崩塌的場景中出現了一位工作人員的手，但已做修復處理去除。

## 音樂
本作品的主題曲存在三種版本，僅在劇中使用。首先，在A製作組的《猛犸花》和《變身》中，使用了編輯過的M-2版本（最初播出時收錄在Sonosheet中發行的主題曲都是這個版本）。接著，在B製作組的《開門！》和《來自宇宙的禮物》中，使用編輯過的M-2版本，為了避免中間部分的前兩個小節重複，進行了縮短。雖然是A製作組的作品，但在「惡魔小子」中未使用編輯過的M-2版本，而是選擇了C製作組及以後的版本（M-2T2），原因是後來重新拍攝了標題部分。
在全28集中，M-2T2是最為熟悉的版本，實際使用了22話。現存的主帶列表中，除了在本篇中使用的主題曲外，還收錄了未使用的主題曲（M-2T1）、編曲過的主題曲（M-3、M-3B）、用於主題曲編輯的素材（M-2B1、M-2B2、M-2B2T2）等6種版本。另外，因為「育成！龜」和「銀行龜的繭」這兩集由童星擔任主角，因此分別為這些作品製作了不同的主題曲。此外，在《超人力霸王》第21集「突破煙囪！」中，本作品的主題曲雖然只使用了中途的部分，但仍被用來表現出化石怪獸出現的場景。

### 主題曲
「テーマ」
作曲 - 宫内国郎

### 作中未使用樂曲
「大怪獣の歌」
作詞 - 東京一 / 作曲 - 宮內國郎 / 歌 - みすず児童合唱団
「ウルトラマーチ」
作詞 - 東京一 / 作曲 - 宮內國郎 / 歌 - みすず児童合唱団

## 其他作品

### 電影版
《超異象之謎：星辰傳說》（日語：ウルトラQ ザ・ムービー 星の伝説）为1990年松竹，SEGA，東北新社，圓谷映像制作，的特摄片《超異象之謎》的剧场版翻拍电影。1998年3月14日於松竹配給並在日本上映。

#### 摘要
劇中以日本著名的浦島太郎和天女傳說為基礎，大膽解釋日本人的起源問題。

#### 故事大綱
古墳附近連續發生怪異殺人事件，被害人皆為古墳的盜墓者。與此同時，古代史特別節目中的電視節目主持人也離奇失踪......
萬城目淳、一平、由利子三人對此事件的展開了調查......

#### 演員表
- 萬城目淳 - 柴俊夫
- 江戸川由利子 - 荻野目慶子
- 戸川一平 - 風見慎吾
- 星野真弓 - 高樹澪
- 浜野哲史 - 堀内正美
- 笹本毅 - 山內敏男
- 一の谷博士 - 中山仁
- 山根報道部長 - 寺田農
- 森田通信員 - 佐野史郎
- カメラマン - 円谷浩
- 報道部員 - 高野浩幸、筒井由美子
- 刑事 - 小林昭二、黒部進、毒蝮三太夫
- 山根の同僚 - 西條康彦
- 漁師 - 深沢政雄
- マンションの住人 - 二階堂美穂
- 伊豆の郷土史家 - 岡村春彦
- タクシー運転手 - 打出親五
- 農夫 - 加藤茂雄
- ビジネスマン - 小沢幹雄
- 吉野ヶ里係員 - 岩本勲
- 工事現場監督 - 池島ゆたか
- 警官 - 小島邦彦、日高俊樹、三ツ矢真之、山本竜二、弓家保則
- 観光事業部員 - 谷口敦、まさき博人、広瀬昌助
- 宿のおかみ - 加賀恵子
- ナレーター - 石坂浩二
- 舞踏・振り付け - 田中泯

#### 製作團隊
- 監督 - 実相寺昭雄
- 腳本- 佐々木守
- 製作- 円谷粲
- プデューサー - 宍倉徳子、野村芳樹
- 特技監督 - 大木淳吉
- 怪獣デザイン - 池谷仙克
- 音楽 - 石井眞木
- 演奏 - 新日本フィルハーモニー交響楽団
- シデロイホス独奏 - 吉原すみれ
- 撮影 - 中堀正夫
- 照明 - 牛場賢二
- 美術 - 水野伸一
- 編集 - 井上治
- 録音 - 木村瑛二
- 特機 - 大島豊
- 助監督 - 北浦嗣巳
- 記録 - 熊野照子
- 選曲 - 石井ますみ
- 効果 - 斉藤昌利（東洋音響カモメ）
- サウンドアドバイザー - 中山義廣
- 絵コンテ - 樋口真嗣
- 特殊メイク - 原口智生
- アクション - 二家本辰己
- ビジュアルエフェクト
- 視覚効果 - 中野稔
- テクニカルエディター - 宮重道久
- エフェクトアニメーション - 川端孝
- 合成絵画 - 塚田猛昭
- スキャニメイト - IMAGICA
- 宇宙人造型CG - ビルドアップ
- 特殊技術
- 撮影 - 大岡新一
- 照明 - 市川元一
- 美術 - 藤田泰男
- 助監督 - 服部光則
- 編集 - 高野隆一
- 操演 - 亀甲船（根岸泉）
- 火薬効果 - 大平特殊効果（久米攻）
- 怪獣造型 - ベス
- 宇宙船造型 - アップ・アート、シード
- 特殊造型 - マーブリングファインアーツ、特殊美術GAM、ローカスト
- 撮影協力 - 吉野ヶ里遺跡保存協力会、肥前町観光協会、下田市観光協会、西伊豆観光協会、与謝郡伊根町商工会、峰山町、弥栄町
- 録音スタジオ - にっかつスタジオセンター
- 現像 - 東京現像所
- ビデオ技術協力 - パビック
- スタジオ - 国際放映、緑山スタジオ・シティ
- 原著作 - 円谷プロダクション
- 企画協力 - TBS
- 製作協力 - コダイ
- 協力*プロデューサー - 阿部宏司
- 制作 - 円谷映像
- 松竹 = セガ・エンタープライゼス = 東北新社 = 円谷映像提携作品

## 關聯節目

### 廣播劇
《超異象之謎:俱樂部》
於2003年10月5日至2004年3月28日在TBS廣播的廣播劇。
除了描述更多全新的故事外，也額外描述自本傳37年後，萬城目淳、江戶川由利子、戶川一平三人的後日談。

### 衍伸續集
《超異象之謎怪獸傳說:萬城目淳的表白》
2005年12月22日推出，發生在本傳40年後，由萬城目淳為視角的後日談。
《新・超異象之謎》
於2013年1月12日至同年3月30日播放的的特攝電視劇。
時間點設置於本傳47年後，描述地球再次發生異變，三人組南風原仁，渡良瀨繪美子，白山正平遇到怪奇事件的故事。

### 其他
- 分歧

《超人力霸王》（ウルトラマン）
1966年7月17日至1967年4月9日在TBS電視台播出的特攝劇集。
時間點設置於本傳播畢後的近未來世界。
- 重啟

《超異象之謎 Dark Fantasy》
2004年4月6日至同年9月28日在TBS電視台播出的特攝劇集。共26話。
時間點設置於2004年，為以本傳主題為基礎加以構築的全新世界觀。
- 其他

《超人力霸王迪卡》
第49話，《超異象之謎》以怪獸為主題的奇幻特效劇，即戲中戲形式被提及。
《超人力霸王馬克斯》
第29話「怪獸為何會出現呢?」，本傳被設置為1964年製作，以怪獸為主題的奇幻特效劇，即戲中戲。
當時作為特效劇演員的主角三人組則在此集客串登場，在交代後續後則在該集結尾重聚。
《大決戰!超奧特8兄弟》
平行世界，萬城目淳在此為熟悉超自然現象的科幻作家。
《超人力霸王X》
第19話「共同生存」，為本傳第10話《地底超特急西行》的間接續集。
《超人力霸王Z》
第18話「2020年的再挑戰」，為本傳第19話《2020年的挑戰》的直接續集。
《新·奥特曼》（シン・ウルトラマン）
2021年（令和）公映的日本電影，「新日本英雄宇宙」系列作品。由庵野秀明企劃和編劇、樋口真嗣執導。

## 海外地區的播映
香港曾於1970年播出。2011年則以現代數位上色技術，推出彩色版套裝蓝光光盘與DVD上市。

## 外部連結
- 『総天然色ウルトラQ』Blu-ray&DVD BOX 特集ページ （页面存档备份，存于）
- デジタルビート『総天然色ウルトラQ』プレミアム Blu-ray BOX 特設サイト （页面存档备份，存于）
- 『総天然色ウルトラQソフビ』公式サイト （页面存档备份，存于）
- 総天然色ウルトラQリターンズ （页面存档备份，存于）
- 総天然色 ウルトラQ （页面存档备份，存于）
- バンダイビジュアル | 総天然色ウルトラQ （页面存档备份，存于）

| TBS節目系列 星期日（19:00 - 19:30）  | TBS節目系列 星期日（19:00 - 19:30）         | TBS節目系列 星期日（19:00 - 19:30） |
| ------------------------------------ | ------------------------------------------- | ----------------------------------- |
|                                      | 超異象之謎 （1966年1月2日 - 7月3日）        |                                     |
| 隠密剣士 （1965年4月4日 - 12月26日） | 超人力霸王 （1966年7月17日 - 1967年4月9日） |                                     |